# Eugenia piedraensis
Eugenia piedraensis är en myrtenväxtart som beskrevs av Ignatz Urban. Eugenia piedraensis ingår i släktet Eugenia och familjen myrtenväxter. Inga underarter finns listade i Catalogue of Life.